# Ясеновець (Болгарія)
Я́сеновець (болг. Ясеновец) — село в Разградській області Болгарії. Входить до складу общини Разград.

## Населення
За даними перепису населення 2011 року у селі проживали 2352 особи.
Національний склад населення села:
| Національність   | Кількість осіб | Відсоток |
| ---------------- | -------------- | -------- |
| турки            | 1310           | 59,3%    |
| цигани           | 766            | 34,7%    |
| не визначились   | 82             | 3,7%     |
| Всього відповіли | 2209           |          |

Розподіл населення за віком у 2011 році:
Динаміка населення: